# Nationales Olympisches Komitee Armeniens
Das Armenian Olympic Committee (Armenisch: Հայաստանի ազգային օլիմպիական կոմիտե) (ARMNOC) ist das Nationale Olympische Komitee von Armenien.

## Geschichte
Das Armenische Olympische Komitee wurde 1990 gegründet. Es wurde 1993 Mitglied vom IOC anerkannt und ist auch Mitglied des EOC sowie anderer internationaler Sportorganisationen.
Von 1990 bis 1993 war Ruben Hakobyan Präsident des NOKs. Danach folgte Aleksan Avetisyan bis 1994. In den Jahren 1999 und 2000 war Benur Pashyan in dieser Position. Ishkhan Zakaryan löste diesen ab und behielt das Amt bis 2005. Seit diesem Zeitpunkt ist Gagik Tsarukyan Präsident des Armenischen Olympischen Komitees.

## Olympavan

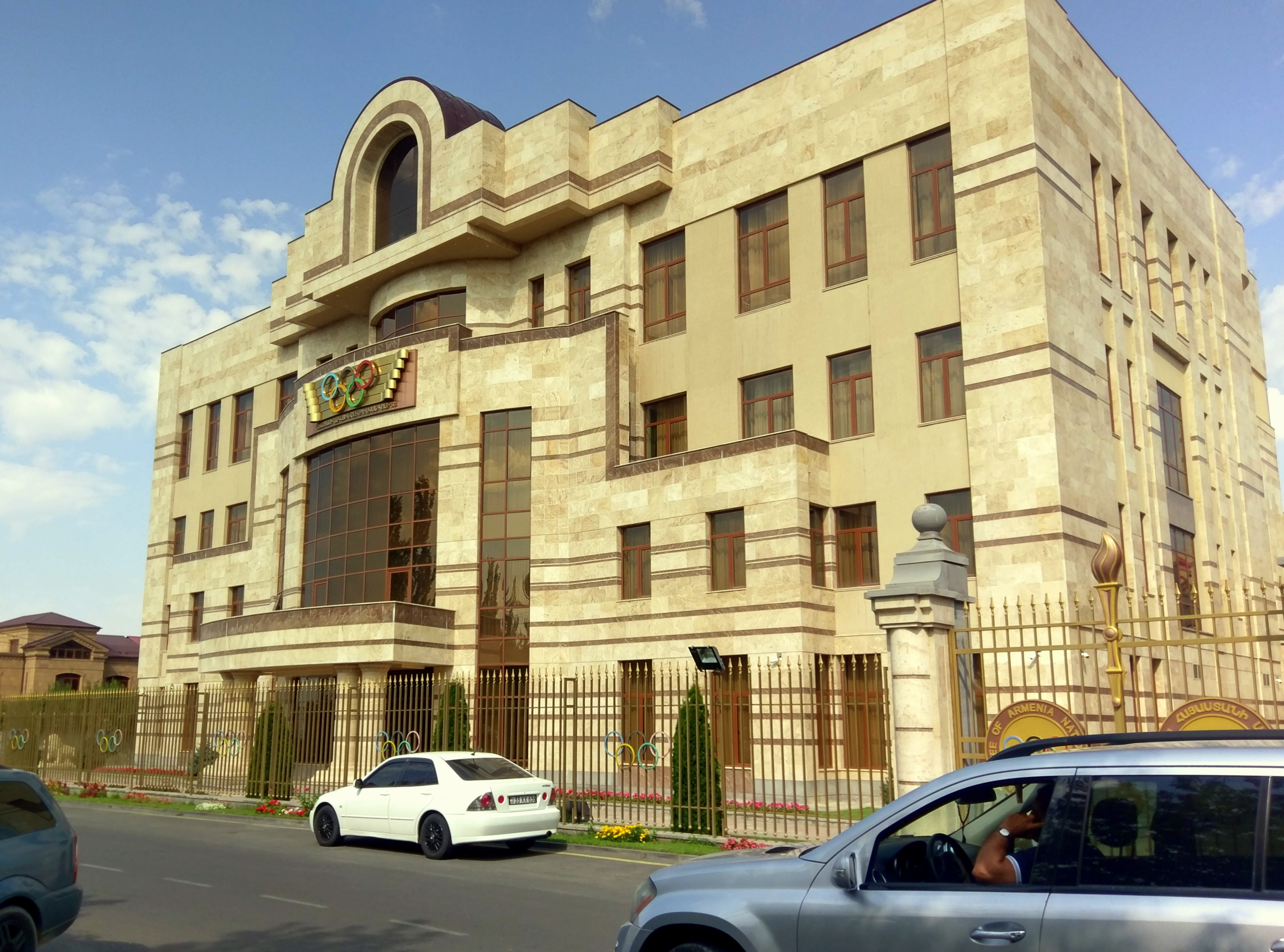
Das Olympavan, der Hauptsitz des Armenischen NOKs

Olympavan ist das offizielle Trainingszentrum des Armenischen Olympischen Komitees, das im Distrikt Dawtaschen der Hauptstadt Eriwan liegt. Nach einem zweijährigen Bauprozess zwischen 2013 und 2015 wurde das Olympivan am 29. September 2015 anlässlich des 25-jährigen Bestehens des Armenischen Olympischen Komitees offiziell eröffnet. An der Zeremonie nahmen der damalige Premierminister Hovik Abrahamyan, der Geschäftsmann Samvel Karapetyan, Scheich Ahmed Al-Fahad Al-Sabah, Gagik Tsarukyan sowie Delegierte von 25 verschiedenen nationalen Olympischen Komitees teil.

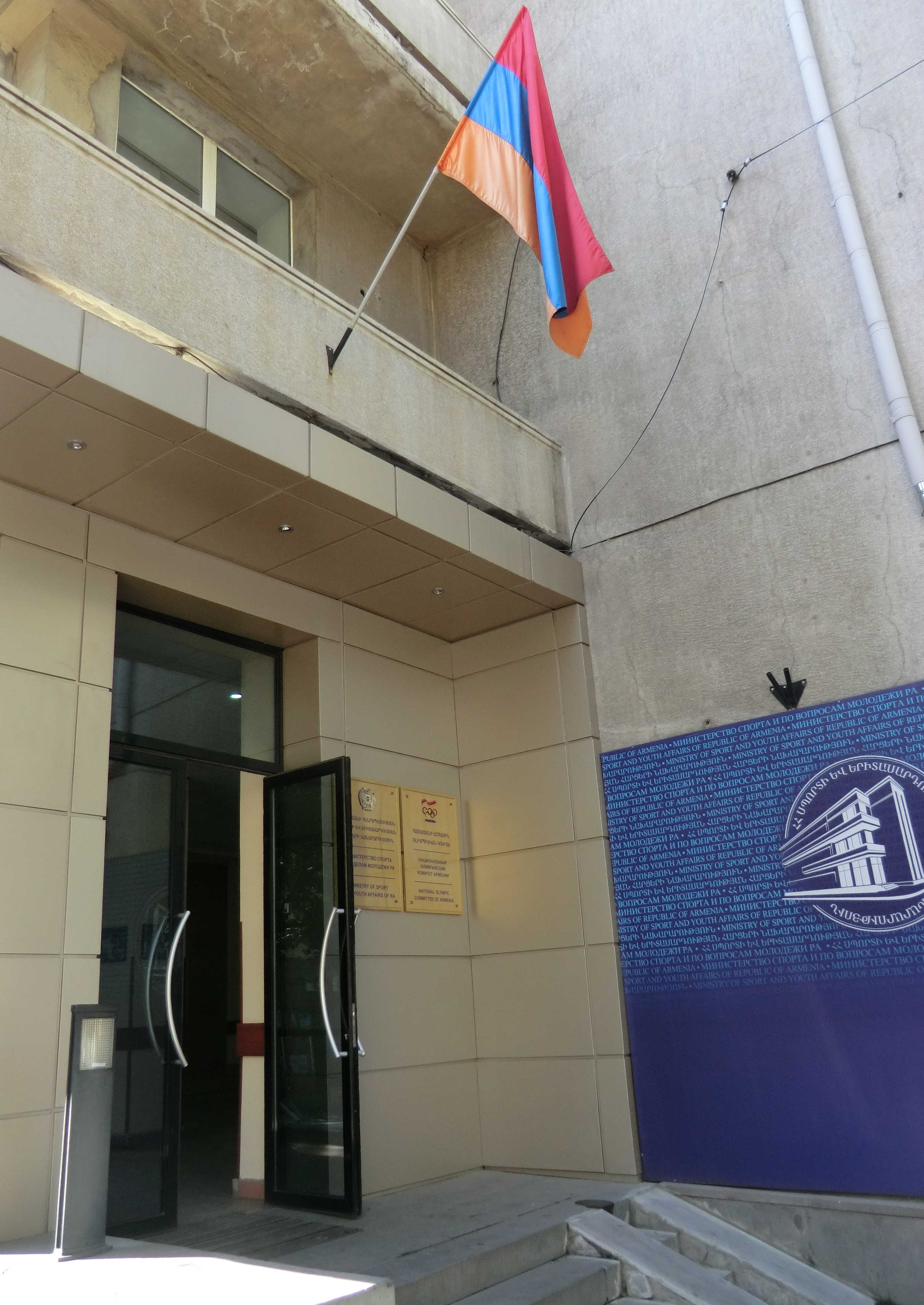
Ehemaliger Hauptsitz in Jerewan

Der Komplex erstreckt sich über eine Fläche von 10.000 m² und besteht aus 5 Gebäuden. Gebäude 1 ist das Verwaltungszentrum des Armenischen Olympischen Komitees, in dem die Verwaltungsbüros, Sitzungssäle und Konferenzsäle untergebracht sind.
Im ersten Stock von Gebäude 2 befinden sich die Trainingshalle für Gewichtheben, die Anti-Doping-Klinik, das Spa des Zentrums sowie die Fitness- und Bodybuilding-Sporthalle. Im 2. Stock befinden sich die Judo-, Box- und Ringkampftrainingshallen.
Im Gebäude 3 befindet sich das Hotel des für die Unterbringung von mehr als 300 Athleten vorgesehenen Komplexes mit 121 Gästezimmern, Restaurants und anderen Dienstleistungen. 
Gebäude 4 beherbergt eine Reithalle mit 250 Sitzplätzen, die für Basketball, Volleyball, Handball und Futsal genutzt wird.
Gebäude 5 beherbergt das Hallenbad mit seinen Sprungmöglichkeiten. Es wurde am 27. September 2017 von Scheich Ahmed Al-Fahad Al-Sabah und Gagik Tsarukyan offiziell eröffnet.
Der Präsident des Internationalen Olympischen Komitees, Thomas Bach, besuchte das Zentrum während der letzten Phasen des Bauprozesses im Jahr 2014.